# Time (альбом)
Time — музичний альбом гурту Electric Light Orchestra. Виданий у серпні 1981 року лейблом Jet Records, Epic Records. Загальна тривалість композицій становить 43:57. Альбом відносять до музичних напрямків рок та артрок.

## Список пісень
1. «Prologue» — 1:16;
2. «Twilight» — 3:42;
3. «Yours Truly, 2095» — 3:11;
4. «Ticket to the Moon» — 4:07;
5. «The Way Life's Meant to Be» — 3:48;
6. «Another Heart Breaks» — 4:38;
7. «Rain Is Falling» — 3:55;
8. «From The End of the World» — 3:16;
9. «The Lights Go Down» — 3:33;
10. «Here Is the News» — 3:50;
11. «21st Century Man» — 4:03;
12. «Hold On Tight» — 3:18;
13. «Epilogue» — 1:31.

Додаткові пісні у виданні 2001 року:
1. «The Bouncer» — 3:14;
2. «When Time Stood Still» — 3:33;
3. «Julie Don't Live Here» — 3:42.

## Хіт-паради
| Країна          | Позиція | Тижнів       |
| --------------- | ------- | ------------ |
| Іспанія         | 1       | 33           |
| Велика Британія | 1       | 32           |
| Швеція          | 1       | 19           |
| Норвегія        | 2       | 17           |
| Австрія         | 2       | 16           |
| Австралія       | 3       | 25           |
| Канада          | 7       | 29[джерело?] |
| Нова Зеландія   | 10      | 16           |
| США             | 16      | 20           |
| Франція         | 28      | 16           |
| Японія          | 36      | 17           |